# J. L. Waddy
John Lloyd Waddy, OBE, DFC (10 de diciembre de 1916 – 11 de septiembre de 1987) fue un oficial de alto rango y aviador en la Fuerza de Aire australiana Real (RAAF), y más tarde se desempeñó como miembro del Nueva Gales del Sur, la Asamblea Legislativa y ministro de la Corona. Como un piloto de combate durante la Segunda Guerra Mundial, él derribó quince aeronaves del enemigo en la Guerra de Desierto siendo el miembro de Australia con la puntuación más alta y ganando así el Vuelo Señalado Cross. Pasó a comandar el Núm. 80 Escuadrón en el Del sur Del oeste Pacific, donde este fue galardonado con la Medalla de Aire de los EE. UU. . También fue uno de los ocho oficiales pilotos que formaron parte en la "Morotai Mutiny" de abril de 1945.
Dado de alta en la Permanente de la Fuerza Aérea al final de la guerra, Waddy tomó una comisión en la RAAF Reserva, líder de la organización como un capitán de grupo en la década de 1950. Era activo en los negocios y en grupos de excombatientes, y fue nombrado Agente del Orden del Imperio británico en 1955. Cuando el Miembro Liberal para Kirribilli de 1962 a 1976, ocupó puestos en el gabinete del Parlamento de Gales Del sur Nuevo, incluyendo al ministro de Bienestar Infantil y el Bienestar Social (más tarde de la Juventud y los Servicios de la Comunidad), el ministro para Salud, y el ministro de la Policía y de los Servicios. Se retiró de la política en 1976, y murió en 1987 a la edad de setenta años.

## La familia y los principios de su vida
Nació en Sídney el 10 de diciembre de 1916, Waddy era el hijo de la primera clase del jugador de cricket de Edgar Lloyd Waddy y su esposa Lottchen, y bisnieto del General Richard Waddy, KCB. Eran cuatro hermanos, se incluye una hermana y tres hermanos. Edgar Waddy estableció la empresa de inmuebles de E.L. Waddy y el Hijo en Rose Bay, donde John se unió como empleado después de completar su educación en la escuela del Rey, Parramatta. Se casó con Vera Nellie mayo (Ve) Dengate el 21 de julio de 1938. La pareja tuvo un hijo, Lloyd, y dos hijas, Denise y Rosalind.
Waddy se enroló en la Fuerza de Aire australiana Real (RAAF) a finales de 1940, aprendiendo a volar bajo el Esquema de Formación de Aire de Imperio (COME) en Rodesia Del sur. Sus dos hermanos mayores, Edgar y Richard, fueron también los pilotos. Edgar había tomado un corto de la comisión de servicio con la Fuerza de Aire Real (RAF) en la década de 1930s, mientras que Richard fue formado en Canadá con COME durante la guerra antes de ser activo en Gran Bretaña, donde fue asesinado al volar un caza monomotor de la RAF en1941. Waddy la hermana mayor, Lett, fue el encargado en las Mujeres de la Reserva Naval, y su hermano menor Rowen sirvió como un oficial con Z de la Unidad Especial en el Del sur Del oeste Pacific.

## La Segunda Guerra Mundial

### Norte de África

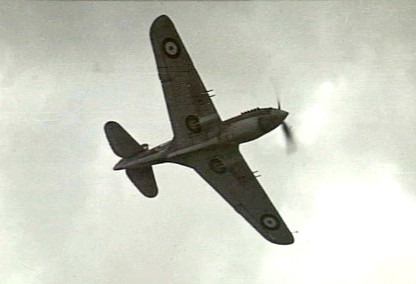
P-40 Tomahawk similar al pilotado por John Waddy con el número 250 RAF del Escuadrón, 1941

Completó su formación en junio de 1941, Piloto Oficial de Waddy fue publicado en el Teatro del Norte de África n.º. 250 (Luchador) Escuadrón de la RAF, de operación P-40 Tomahawks y, más tarde, Kittyhawks. Se hizo amigo y mentor por el RAAF la puntuación más alta de la Clive "Asesino" Caldwell, quién se convirtió en el padrino de la hija de Waddy. La primera salida operacional de Waddy fue como wingman de Caldwell; él encontró la pelea tan rápida y confusa, que no tenía ni idea de lo que estaba sucediendo y tuvo que preguntar al piloto con más experiencia el cómo habían ido las cosas. El 9 de diciembre, se registró su primera victoria en un Tomahawk que había sido de Caldwell , cuándo participó en la destrucción de un Messerschmitt Bf 110 bimotor de combate cerca de El Adem.
A finales de abril de 1942, Waddy había anotado cuatro y medias victorias sobre los aviones enemigos. Logró cuatro "mata" en una sola salida el 12 de mayo de 1942, la destrucción de dos Junkers Ju, 52 aviones de carga y dos de escolta de Bf 110s de un convoy de transporte de aire alemán que opera entre Crete y África Del norte. Fue condecorado con el Vuelo Señalado Cross (DFC) para esta acción, publicada oficialmente el 2 de octubre. La cita ha alabado su "magistral airmanship como un piloto de caza" y su "gran valor y devoción al deber". Poco después de hacerse con una victoria sobre un Messerschmitt Bf 109 el 22 de mayo, Waddy fue enviado a otro Escuadrón de la RAF, nº260, volando Kittyhawks. Se representaron dos aviones enemigos en el mes de junio, antes de ser asignado al Escuadrón Núm.4, La Fuerza de Aire sudafricano, con la que destruyó un Bf 109 en septiembre. En octubre, tras la adjudicación de su DFC, Waddy comenzó a volar el Spitfire Vs en Núm. 92 Escuadrón de la RAF. Deciá que una de las tres victorias con su última unidad antes de ser enviado de vuelta a Australia el 19 de noviembre de 1942. Su cuenta final de quince y medias victorias que hicieron de él uno de los más exitosos pilotos de caza de los Aliados en la Guerra de Desierto, y en segundo lugar solamente a Caldwell entre el RAAF contingente.

### Sur Oeste del Pacífico

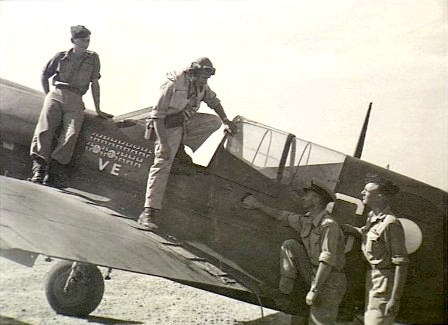
Waddy Como CO de Nº 80 Escuadrón en Morotai en 1945, emerge de su P-40 Kittyhawk. La aeronave está adornada con su cuenta de victorias en la Guerra del Desierto y "VE", el nombre de su esposa.

En febrero de 1943, Waddy se hizo cargo de la Spitfire Escuadrón de Núm. 2 Formación Operacional Unidad (Núm. 2 OTU), basado en Mildura, Victoria. Fue citado en El Canberra Times en abril de ofrecer su mensaje de felicitación a la RAF en el 25 aniversario de su fundación: "Usted no debería tener muchos más cumpleaños antes de que 'Jerry' y el Japs se tiró limpio de los cielos. Aquí está la esperanza." Compañeros de ases y de veteranos de Guerra Clive Caldwell, Wilf Arthur y Bobby Gibbes también fueron instructores en el Núm. OTU antes de sus puestos de combate en el Pacífico suroeste; en diciembre de 1943, Caldwell y Waddy estuvieron a punto de chocarse cuando se cruzaron durante una exhibición de acrobacia aérea el Núm. 5 Vuelo de Servicio Escuela de Formación en Uranquinty, Gales Del sur Nuevo. Waddy realizó un curso personal al año siguiente, y fue ascendido a jefe del escuadrón. Fue enviado a Noemfoor en las Indias Del este holandesas en septiembre de 1944 del comando Núm. 80 Escuadrón; su unidad fue parte de Núm. 78 (Luchador) Ala de la Primera Fuerza de Aire Táctica australiana (Núm. 1 TAF), dirigido por el Aire Commodore Harry Cobby. Operativo Kittyhawks, Núm. 80 Escuadrón realizó la inmersión de bombardeo y ametrallamiento de las misiones contra japoneses, pero los resultados fueron pocos combates de aire.
En abril de 1945, Waddy se unió a Caldwell, Arthur, Gibbes y otros cuatro pilotos mayores del TAF n.º 1 en una acción que se conoció como el "Morotai Mutiny". El ocho intentaron renunciar a sus comisiones en protesta por el descenso de los escuadrones de combate de la RAAF a misiones de ataque en tierra aparentemente sin valor. A principios de este mes , Waddy había pedido a su oficial de inteligencia que produjera una "declaración de pérdidas y beneficios" para el Escuadrón Núm. 80, que cubría el periodo comprendido entre el 1 de octubre de 1944 a y el 31 de marzo de 1945, con el fin de destacar que el gasto del escuadrón no fue compensad por las consecuciones del Escuadrón". En aquel tiempo, Waddy había perdido once pilotos con la unidad, incluyendo siete a la acción enemiga. Arthur había producido una un ¨balance similar" para el Núm. 81 Wing. Ambos se habían frustrado con la falta de atención por parte de los oficiales superiores a sus preocupaciones con respecto a la utilidad de Núm. 1 de la TAF de operaciones. En la investigación posterior sobre los acontecimientos en Morotai, el juez John Vincent Barry despejó a los pilotos de la culpa sobre el incidente, encontrando sus motivos en la oferta de sus dimisiones para ser sincero. Waddy siguió liderando el Escuadrón Núm. 80 hasta que entregó el mando el 1 de junio de 1945. Para su servicio en el Pacífico, fue mencionado en despachos y galardonado con la Medalla de Aérea de los EE.UU, la primera promulgada fue el 25 de junio de 1946 y la segunda el 1 de julio de 1948.

## Posguerra de la carrera

### La RAAF reservista y hombre de negocios

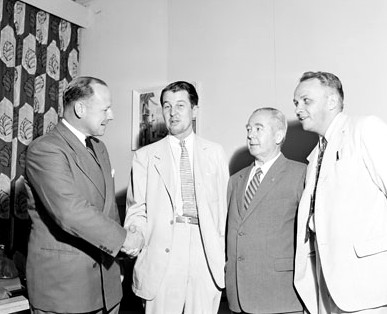
Waddy (a la izquierda) saludo de los miembros del Mundo de la Federación de Veteranos Mundial en 1956

Con el fin de la guerra del Pacífico, Waddy fue despedido de la Fuerza de Aire Permanente (PAF) como comandante den funciones de ala en septiembre de 1945. Se unió a la rama de Rosa del Partido Liberal, y aceptó una comisión en el RAAF Reserva, también conocida como la Fuerza de Aire del Ciudadano (CAF). También trabajó como ejecutivo de ventas en la firma de importación y de exportación de Falkiner, Caldwell Pty Ltd, dirigida por Clive Caldwell y el empresario George Falkiner. Promovido capitán del grupo, Waddy lideró la CAF de 1950 hasta 1954, convirtiéndose en su primer miembro para tomar un asiento en el Tablero de Aire, el RAAF que consistía en sus oficiales más altos y que fue precedido por el Jef del Personal de Aire. Durante su mandato de la CAF continuaron operando su aeronave y estuvo esperado para actuar como defensa de la casa en la ausencia de fuerza de la FAP que servían en el extranjero, roles que perderían a finales de los años cincuenta.
Al retirarse de la CAF en 1954, Waddy estableció su propia agencia de viajes y turismo, John L. Waddy Pty Ltd, y sirvió como ayudante de campo honorario de la Reina hasta que 1957. Fue nombrado Oficial de la Orden del Imperio británico en los honores del Año Nuevo de 1995. El delegado australiano a la Federación de Veteranos Mundial de 1956 a 1963, fue presidente de la División de Gales Del sur, Cuerpo de Vuelo australiano y Fuerza de Aire australiana y de la Real Asociación australiana durante el año 1950, convirtiendo así en un miembro vitalicio honorario en 1958. En octubre de 1956, se unieron a los ex-comandantes del Ejército de Aire el Señor Richard Williams y George Jones pidiendo mayores inversiones en la industria aeronáutica local, advirtiendo que a menos que se tomara una acción rápida, la situación se deterioraría al mismo nivel cuando antes de la Segunda Guerra Mundial.

### Estado Parlamentario
Waddy fue elegido para la Asamblea Legislativa de Nueva Gales del Sur como miembro liberal de la recién creada sede de Kirribilli, en la costa del norte de Sídney, en marzo de 1962. Vendió su interés en John L. Waddy Pty Ltd el mismo año. Fue nombrado Secretario Parlamentario del ministro de Educación en 1967, y fue ministro auxiliar desde febrero de 1969 hasta marzo de 1971, cuando fue nombrado ministro de la Corona encargado del Bienestar Infantil y Bienestar Social en el gabinete del Primer ministro Robert Askin, sucediendo a Frederick Hewitt. Su cartera incluía la responsabilidad de asuntos Aborígenes; En 1972 fundó el Fondo de Tierras Aborígenes, compuesto por un consejo de nueve indígenas australianos, para asumir el título de propiedad de las antiguas reservas gubernamentales en nueva Gales del Sur como precursor de la concesión de derechos sobre tierra.
La posición de Waddy fue cambiada a ministro de Servicios de la Juventud y de la Comunidad en enero de 1973. En septiembre dirigió un proyecto de ley para reorganizar los Ministerios de Bienestar Infantil y Bienestar Social como el Departamento de Servicios de la Juventud y de la Comunidad; la medida fue diseñada para "revitalizar" y orientar los servicios sociales, y para eliminar los "matices de caridad y paternalismo" inherentes a los títulos anteriores. Waddy fue sucedido por Dick Healey el 3 de diciembre de 1973, y asumió como ministro de la Salud de Harry Jago. El 3 de enero de 1975, fue nombrado ministro de Policía y ministro de Servicios bajo el nuevo primer ministro Tom Lewis, hasta el 23 enero del año siguiente. En esta cartera patrocinó una enmienda a la Ley de Electores y Elecciones Parlamentarias, incluyendo provisiones para cerrar las cabinas de votación a las 6 p. m. en lugar de las 8 p. m. para agilizar el reporte de los resultados y para cambiar término "nombre cristiano" a "nombre Dado". En las nominaciones de candidatos para reflejar las actitudes comunitarias. También hizo un proyecto de ley para celebrar un referéndum sobre si hacer que el horario de verano sea una instalación permanente en el Sur de Nueva Gales, después de los juicios que había comenzado en 1971.
Descrito por uno de sus colegas parlamentarios como una"mezcla de bon vivant y conservadurismo", Waddy también era conocido por un temperamento ocasionalmente rápido; Se decía que su personal "empezaba a hacer movimientos como si estuviera bombardeando y estropeando al enemigo" cuándo su jefe se "liquidó". Charles Cutler, primer ministro de la Nueva Gales Del sur desde 1965 a 1975, reflexionando sobre el vínculo entre exmilitares en la política, recordó a Waddy como "un gran tipo, pero inclinado a ser un poco pomposo cuándo hablá en la casa ...", Mientras que John Cabina lo encontró para tener un "sentido pasado de moda del servicio a la comunidad". Waddy fue nombrado Freeman de la Ciudad de Londres en 1972, y Padre australiano del Año en 1973. Habiendo ocupado su asiento estatal en Kirribilli durante catorce años y cuatro campañas de elección en 1965, 1968, 1971 y 1973 . Negado la preselección por el Partido Liberal para el concurso de 1976. Renunció al partido y se mantuvo como Independiente, pero fue derrotado por el futuro líder liberal, Bruce McDonald. Su carrera parlamentaria había terminado pero, en las palabras de un Primer Diputado, Ian Armstrong, Waddy había "rechazado retirarse a la oscuridad política", y "salió pelear". Se le permitió continuar utilizando el título "Honorable" en su jubilación. Después de once años en el poder de la Nueva , el propio gobierno liberal perdió su encuesta de 1976, ante el Partido Laborista de Neville Wran.

## Últimos años

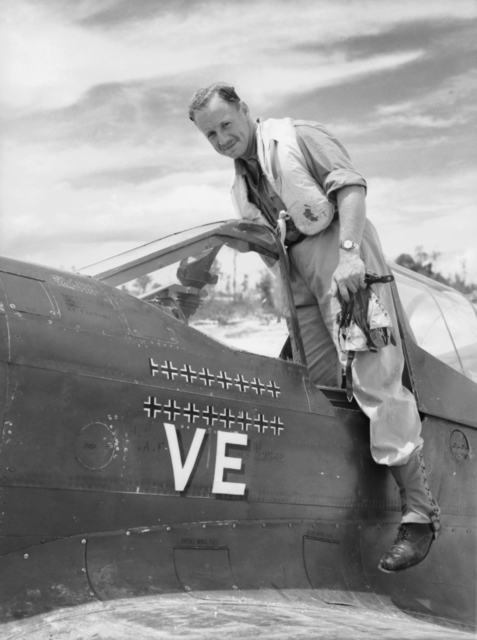
Waddy en Noemfoor, 1944

Waddy mantuvo su interés en la aviación durante y después de su carrera política. Voló un Beechcraft King Air bimotor turbohélice en el 1969 Inglaterra a Australia Air Race, obteniendo un segundo premio en la división del Gobierno de Gales Del sur. Como ministro del Bienestar Infantil y Bienestar Social, con la responsabilidad por los asuntos indígenas en 1971, él dirigió su propio avión en su gira de gobierno Gales Del sur Nuevo rural. El presidente del Comité Ejecutivo de la Australiana y Británica Gremio de los Pilotos de Aire y Exploradores en 1977–78, él era un miembro honorario de la Asociación de Ases de combate americana, y convirtió en director de una aerolínea privada, "Aquatic Airways", en 1979. También crio ganado en su granja cerca de Goulburn, Gales Del sur.
Tras varios episodios de grave enfermedad seria en sus últimos años, John Waddy murió el 11 de septiembre de 1987, a la edad de setenta años. Sobrevivieron su esposa y tres hijos, y se le dio un funeral en la catedral de Andrew, Sídney. Entre sus portadores se encontraban Clive Caldwell y Tom Lewis. El hijo de Waddy, Lloyd, sirvió en la reserva de la RAAF de 1979 a 1995, y fue nombrado abogado dela reina en 1988 y posteriormente juez del Tribunal Familiar de Australia. También fue un cofundador y coordinador nacional de los australianos para la monarquía constitucional. La viuda de Waddy Ve murió en 2006, a la edad de noventa y seis años.